# Lone Mathiesen
Lone Mathiesen Laugesen (født 28. januar 1972) er en tidligere håndboldspiller fra Danmark, der spillede venstre fløj. 

## Håndboldkarriere
Lone Mathiesen spillede stort set hele sin aktive karriere i IK Skovbakken, hvor det blev til flere end 260 kampe. Hun spillede desuden på landshold i perioden 1996-99 og var med på holdet der vandt VM i 1997; her stod hun dog i skyggen af den store stjerne, Anette Hoffmann. Landsholdskarrieren blev i øvrigt noget generet af skader, og hun nåede i alt 22 kampe med 37 scoringer.
Efter afslutningen på den aktive elitekarriere har Lone Mathiesen spillet på lavere niveau og fungeret som træner i blandt andet sin gamle klub Skovbakken og Viby IF. I de første år efter karrierens afslutning i 2003 skete det enkelte gange, at Mathiesen hjalp sit gamle hold, når det var ramt af mange skader, og hun spillede enkelte kampe på førsteholdet, blandt andet i SK Aarhus' pokalfinale i 2010 mod FCK Håndbold.

## Privat
Civilt er hun uddannet lærer og startede som lærer på Strib Idrætsefterskole, senere blev hun ansat som pædagogisk leder på Klank Efterskole. I 2015 blev hun viceforstander på Vejle Idrætsefterskole. Desuden fungerer hun som foredragsholder. Fra foråret 2019 fungerer hun som friskoleleder på Gudenåskolen i Ry.
Hendes datter, Julie Scaglione, er også håndboldspiller og debuterede på Herning-Ikast Håndbolds førstehold som blot sekstenårig i foråret 2021.